# 渥美格之進
渥美 格之進（あつみ かくのしん）は、時代劇作品『水戸黄門』に登場する架空の人物。通称は格さん。佐々木助三郎（助さん）と共に水戸光圀に仕える水戸藩の侍。モデルは実在の水戸藩士・安積澹泊（通称、覚兵衛）といわれている。
隠居の商人に扮して諸国漫遊の旅に出た光圀を護衛する為、町人の「格」に扮している。武術の達人であり、光圀の命令によって旅先で出会った悪人達を成敗する。数多く発表された『水戸黄門』を題材にする作品の中では、相棒の助三郎よりはやや劣るものの、二枚目俳優を配役される場合が多い。作品によっては怪力の持ち主と設定される。

## TBS系列のテレビドラマ『水戸黄門』
TBS系列の時代劇『水戸黄門』では越後のちりめん問屋の番頭（手代）を名乗り、まじめで実直という設定である。うっかり八兵衛曰く「助平助さん、堅物格さん」。旅の日誌の記録、光圀の身分を示す『三つ葉葵の紋所の印籠』の管理、光圀一行の路銀（旅行費）管理を任されている。その性格上、光圀一行の中ではストッパー的な役目を担い、時に頑固で酔狂の過ぎる光圀や、遊び人気質な助三郎、食いしん坊でトラブルメーカーの八兵衛に振り回され、そのたび苦心して風車の弥七やかげろうお銀（疾風のお娟）に同情されたりからかわれる。
町人の格好では刀の代わりに脇差を携帯しているが、主な戦闘スタイルは柔術。悪人達を打ちのめす大立ち回りの最後には光圀の合図を受け、光圀の側に立って三つ葉葵の印籠を掲げながら「静まれ、静まれ、静まれ！この紋所が目に入らぬか！こちらにおわすお方をどなたと心得る！恐れ多くも前(読み：さきの)副将軍（前中納言）、水戸光圀公にあらせられるぞ！」と叫び、助三郎の口上に繋いで悪人達を平伏させる。柔術、剣術、居合術を複合させた関口新心流を免許皆伝しており、助三郎には及ばないが剣の腕も一流で、棒術、槍術などの刀剣以外の武器の扱いにも長けている。総合的な身体能力や判断力は助三郎をも凌ぎ、柔術以外の合気道、古武術、相撲といった格闘技にも秀でることから、人間離れした怪力を持つ隠密の柘植の飛猿（野村将希）や風の鬼若（照英）が登場しない作品では力持ちとして活躍する。
現在では格之進には女性に弱く子供好きというイメージが強いが、作品や演者によって女性への扱いは異なる。最初期の横内期では、第1部に陰謀で父を切腹に追いやられて光圀に庇護された生い立ちを語り、旅の供を命じられた当初から光圀の奔放ぶりに理解があった。また、他の格に比べると女性や子供の対応に比較的慣れている面が強調されていたり、若さ故の判断の至らない部分や、戦闘シーンで苦戦しながらも経験を積み、助と共に技術的にも人間的にも成長してゆくという特徴がみられる。横内期から大和田期にかけての作品では妻に深雪（岩井友見）がいる。水戸藩家老の娘だった深雪は第1部から格之進の恋人として登場し、同部最終話（第32話）で格之進と結婚。第3部では息子の格之助が誕生した。深雪が実際に姿を見せたのは第1部 - 第4部、第6部だが第7部以降も設定はそのまま残っている。
第14部以降の伊吹期では独身に戻り、まじめで実直で頼りがいのある非常に落ち着いた格として描かれており、戦闘シーンでも慌てる事はまずない。合田期とは違い、助を咎めたり叱ることはほとんどなく、基本的には助の意見を尊重する冷静な判断力を持ち合わせていた。目線を合わせただけで戸惑う仕草を見せるほど、極めて女性に弱いことを八兵衛達にからかわれるが、縁談を勧める母親からは逃げ出そうとして光圀の悪い影響を受けたと嘆かれるシーンが印象的である。
山田期の第29部では助三郎の後輩であり、従来の助三郎寄りの二枚目半、もしくは三枚目のイメージに一新されているが、合田期からは従来の性格設定に戻ると同時に、まじめで実直という面が極めて強く強調されており、他の格にもよりを増して、登場人物を叱る場面や、諭すような言動が非常に多く見られる他、毎日日記を詳細に綴る、旅の旅費の管理や、予定をあらかじめ書き込んでおくなど、几帳面過ぎると思えるほどの性格をしており、老公に苦言を呈す場面も時折あるほど。的場期の第42部 - 第43部、荒井期の第44部 - 第45部では従来の性格に加えて、山田期に見せたような二枚目半なキャラクターも加わったハイブリッドな性格設定になっている。
第43部最終話の翌週に放送された最終回スペシャルでは、光圀の重臣・安積厳兵衛（横内正）の娘・深雪（藤谷美紀）と結婚して1男1女の父親となっている。
シナリオによっては印籠の盗難・紛失に度々遭ってしまう。また助と同じく旧知の人物と再会するため一行とは別の行動をとる場合もある。
まじめで実直、というキャラ設定があるためか、基本的には助よりも年上の俳優が配置される傾向にあり、2代目の里見、4代目の岸本、7代目の財木を除いては、格のほうが年上の俳優が格を務めている。初代の横内格、4代目の山田格、7代目の荒井格は20代での格就任となっているが、それ以外の俳優は全て、30代以降での格就任になっており、最高齢での格の就任は伊吹格で、37歳での就任。あおい助が就任してからは、伊吹格の方が3歳年上であった事から、初代の横内格以来、久しぶりに格の方が年齢が上の役者が務める事になった。また、これ以降、助格の年齢差が大幅に縮まった。伊吹格は退任時には54歳を迎えていたが、これは歴代の助格の役者の退任年齢としては最高齢である。

## 渥美格之進を演じた俳優

### 映画・テレビドラマ
- 大川橋蔵（映画『水戸黄門』1957年）
- 里見浩太郎（映画『水戸黄門 天下の副将軍』1959年）
- 北大路欣也（映画『水戸黄門 助さん格さん大暴れ』1961年）
- 勝新太郎（映画『水戸黄門海を渡る』1961年）
- 関真太郎（テレビドラマ『水戸黄門』1964年 - 1965年）
- 中原伸（役名は渥美格之丞、テレビドラマ『江戸忍法帖』1967年）
- 高島忠夫（映画『水戸黄門漫遊記』1969年）
- 横内正（テレビドラマ『水戸黄門』1969年 - 1978年）
- 大和田伸也（テレビドラマ『水戸黄門』1978年 - 1983年、映画『水戸黄門』1978年）
- 伊吹吾朗（テレビドラマ『水戸黄門』1983年 - 2000年、テレビドラマ『水戸黄門外伝 かげろう忍法帖』1995年）
- 小鹿番（テレビドラマ『豆姫さま漫遊記』1984年）
- 南条弘二（役名は安積覚兵衛、テレビドラマ『隠密・奥の細道』1988年）
- 目黒祐樹（役名は渥美格之丞、テレビドラマ『天下の副将軍水戸光圀 徳川御三家の激闘』1992年）
- 鷲尾真知子（役名は安積覚兵衛、NHK大河ドラマ『葵 徳川三代』2000年）
- 山田純大（テレビドラマ『水戸黄門』2001年 - 2003年）
- 合田雅吏（テレビドラマ『水戸黄門』2003年 - 2010年）
- 林克治（映画『桜と印籠』2008年）
- 的場浩司（テレビドラマ『水戸黄門』2010年 - 11年）
- 荒井敦史（BS-TBS版時代劇『水戸黄門』2017年・2019年）

他多数

### アニメ
- 池田勝（『まんが 水戸黄門』1981年 - 1982年）

## 註
1. ↑  印籠を見せて身分を明かしさえすれば人々は平伏するため、格之進一人で身分開示を済ませる場合もある。
2. ↑  『スーパーフライデー 水戸黄門スペシャル』（TBS、2003年7月25日放送）にて二代目格之進を演じた大和田伸也は「自分が加入した時点で、独身という設定に戻された」と言っているが、初出演の第9部第1話で深雪に関する発言をしているので記憶違いである。
3. ↑  テレビドラマ『水戸黄門』で1969年 - 1978年にかけて格之進を演じた。